# Campus de Jerez

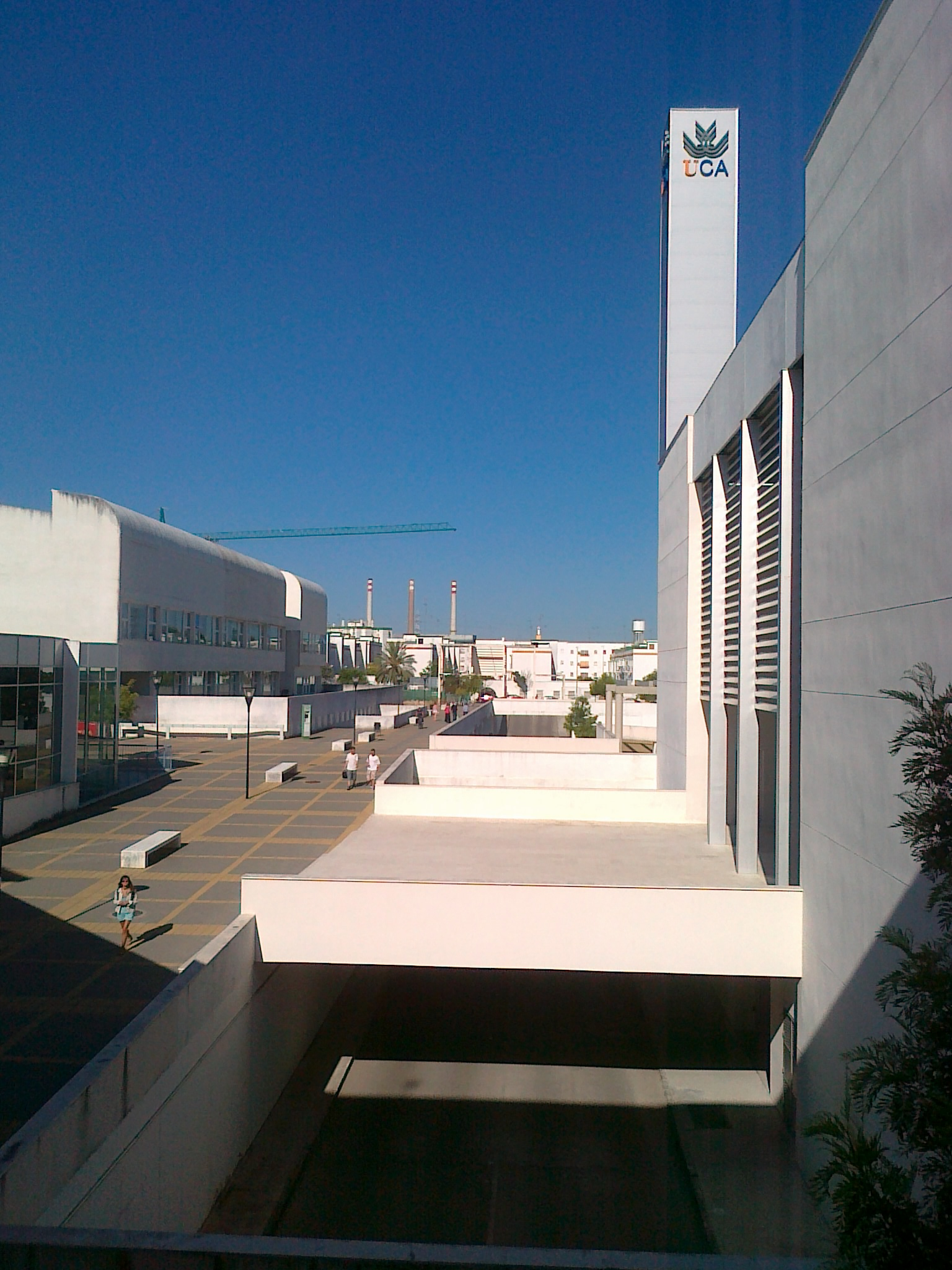
Campus de Jerez

El Campus de Jerez de la Frontera es uno de los cuatro campus en los que se distribuye la Universidad de Cádiz. Está situado en Jerez de la Frontera (Cádiz), y concentra los estudios de la rama sociopolítica.

## Historia
El Campus actual es el resultado del proceso de centralización de diversos centros como la Facultad de Derecho (en la avenida José León de Carranza), abierta en 1982. También la más antigua Escuela de Estudios Empresariales, que perteneció inicialmente a la Universidad de Sevilla.
Situado en los terrenos del antiguo Acuartelamiento Nuestra Señora de la Cabeza, tras las pertinentes negociaciones entre las administraciones públicas se inaugura en 2004.

## Centros

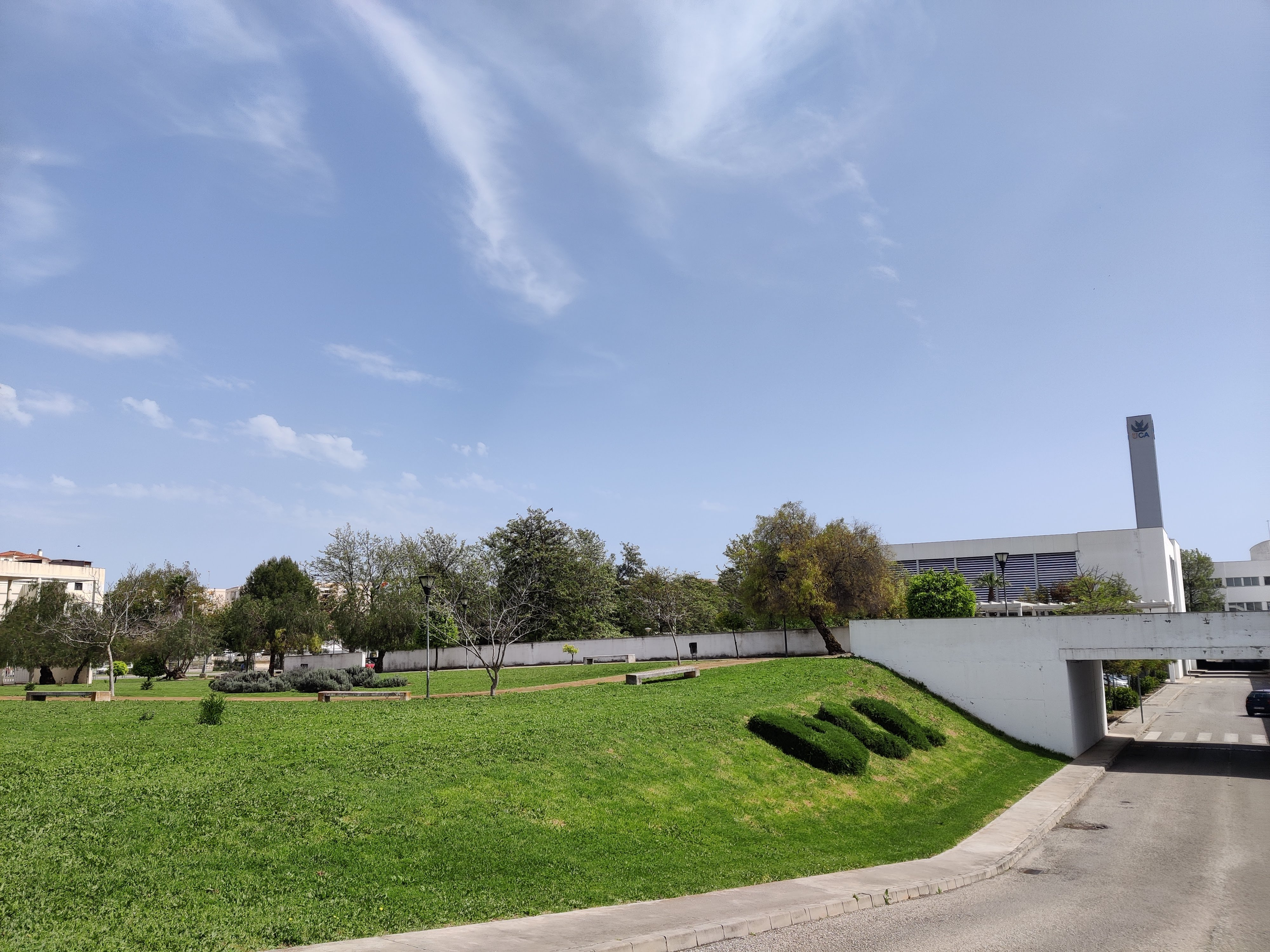
Zonas verdes

El Campus cuenta con los siguientes centros:
- Centros pertenecientes a la Universidad de Cádiz (ubicados en el conocido popularmente como Campus de la Asunción, inaugurado en el año 2004 en la Avenida de Arcos s/n):
  - Facultad de Ciencias Sociales y de la Comunicación
  - Facultad de Derecho
  - Facultad de Enfermería y Fisioterapia

- Hasta el año 2012 contaba con un centro adscrito a la Universidad de Cádiz (ubicado en la antigua facultad de derecho, Avenida León de Carranza,[5] actual Avenida Ingeniero Ángel Mayo):
  - Escuela Universitaria de Relaciones Laborales, Trabajo Social y Turismo. Cerró al final del curso 2011/12[6] Ahora mismo su anterior sede está en abandono[7]

## Organización

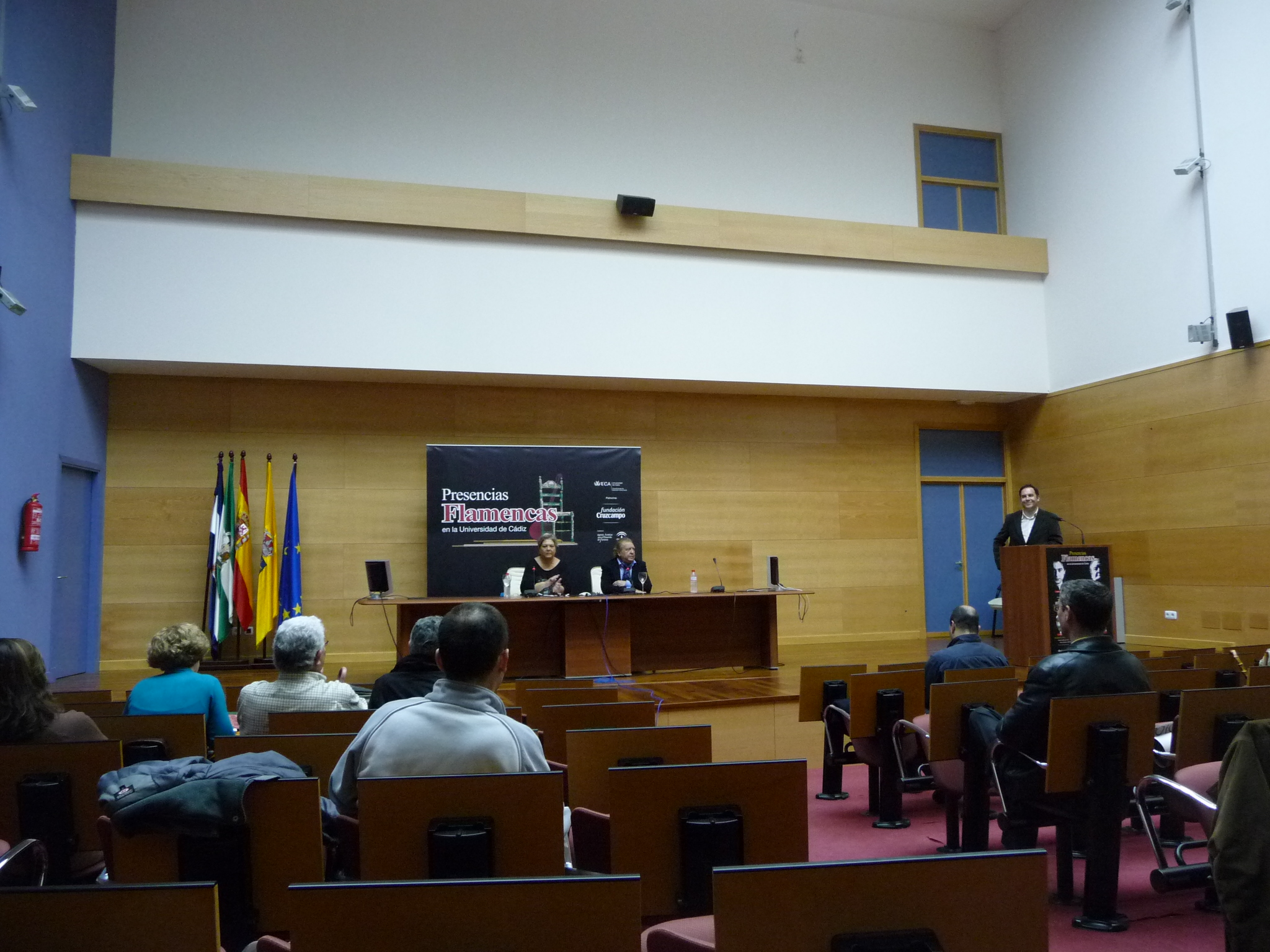
Salón de actos.

El Campus de Jerez de la Universidad de Cádiz tiene una parcela total de 35.000 m², contando con terreno sin edificar aún. Posee 700 plazas de aparcamientos, contando las de alumnos, tanto el aparcamiento subterráneo como al aire libre, y el aparcamiento subterráneo de profesores.
Se encuentran en este Campus un total de seis edificios: un Aulario, una Biblioteca, un edificio de Servicios Comunes, dos para los Departamentos y una piscina cubierta.
- Aulario: Se trata de un gran aulario donde se imparten las clases de los diferentes título. Ampliado en 2018.[9]
- Biblioteca: Un edificio que cuenta con una biblioteca dividida en cuatro plantas, además de aulas de trabajo, salas de ordenadores, etc.
- Servicios Comunes: Se trata de un edificio que engloba los servicios comunes a todas las carreras, como Secretaria, Cafetería, Salas de Conferencias, etc.
- Departamentos: Los profesores disfrutan de un edificio para sus departamentos, además de otras prestaciones como aulas para seminarios, salón de actos y despachos.

## Galería

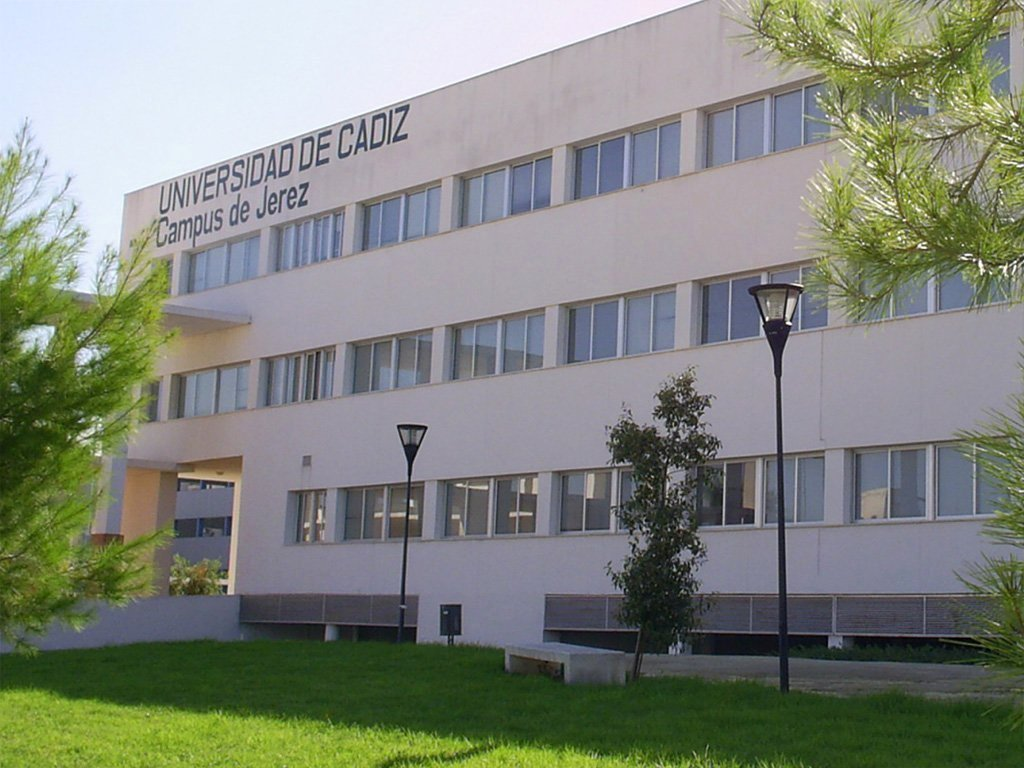
Edificio de despachos, vista trasera
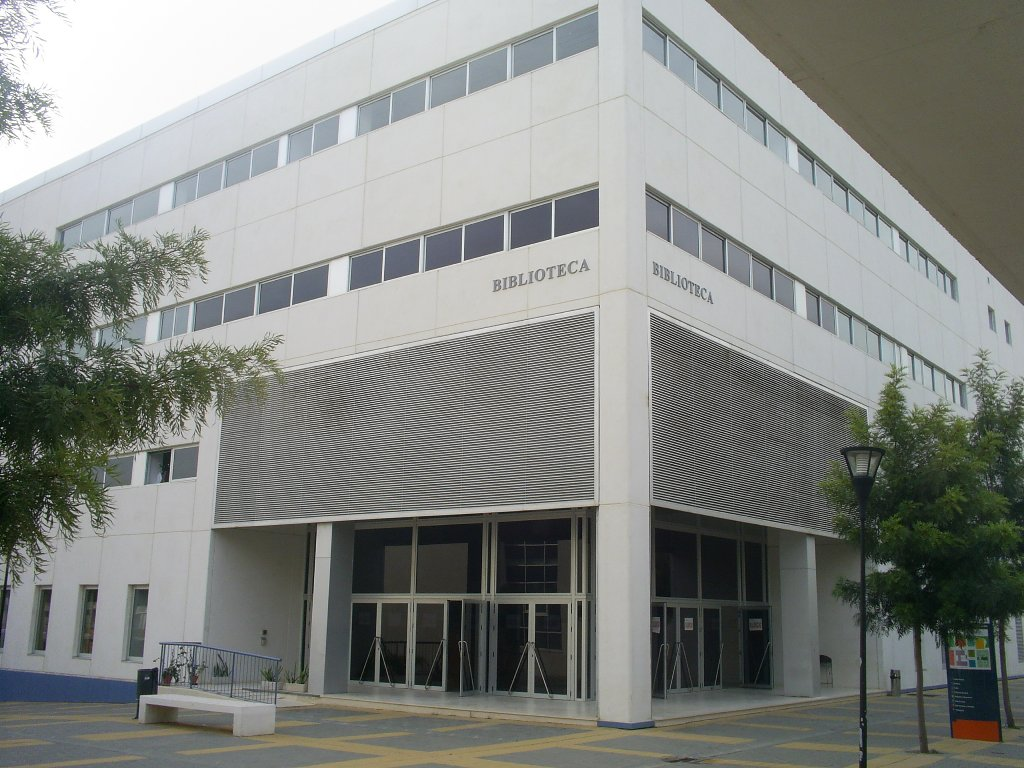
Edificio de la biblioteca
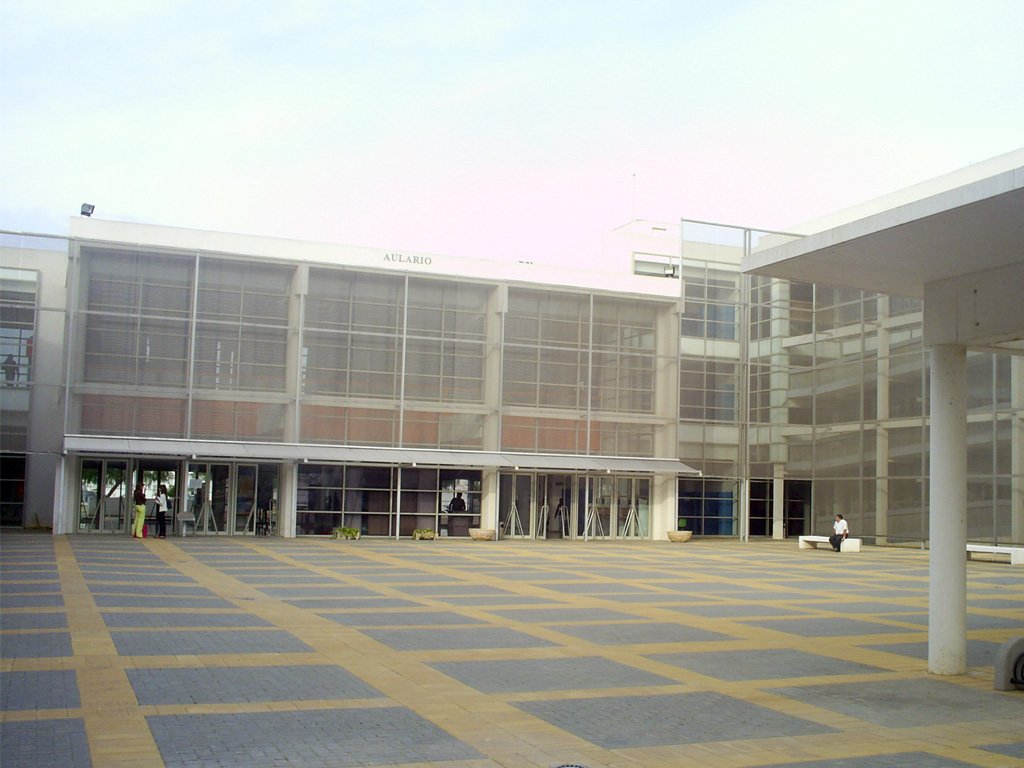
Edificio del aulario
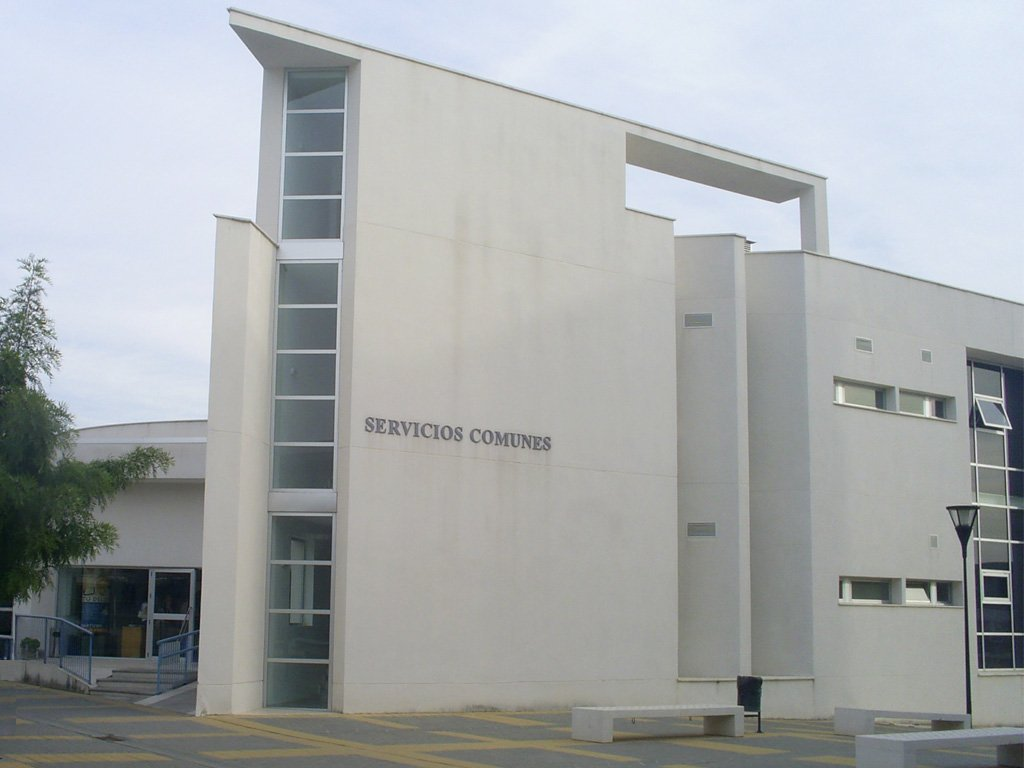
Edificio de servicios comunes
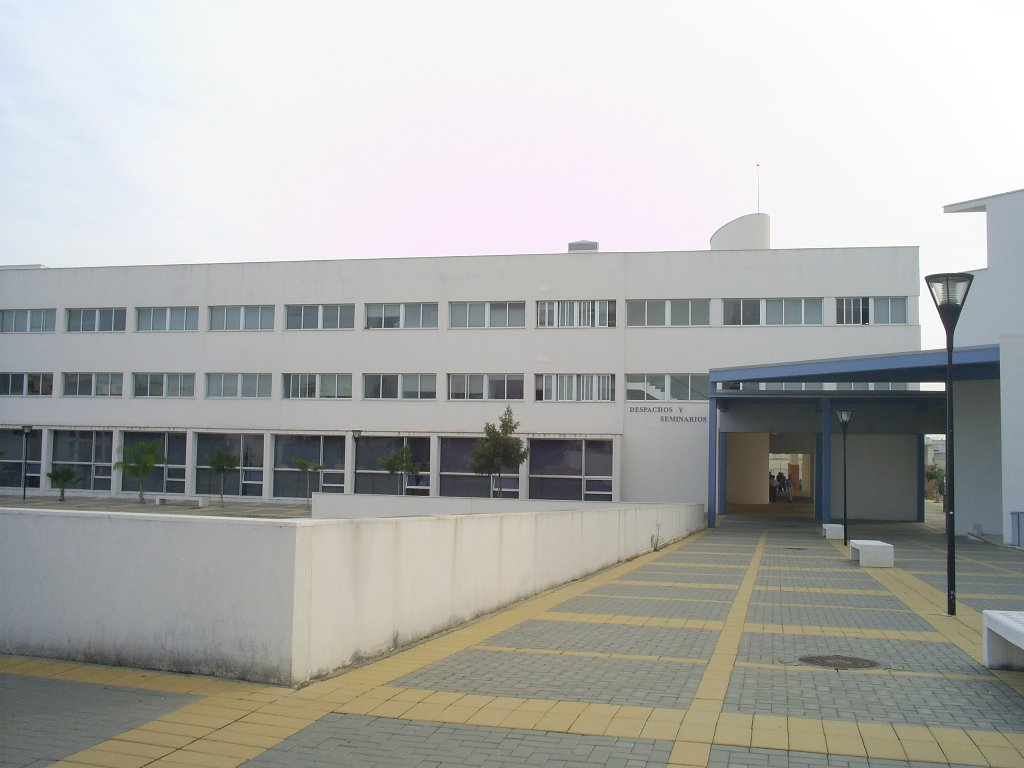
Edificio de despachos y seminarios
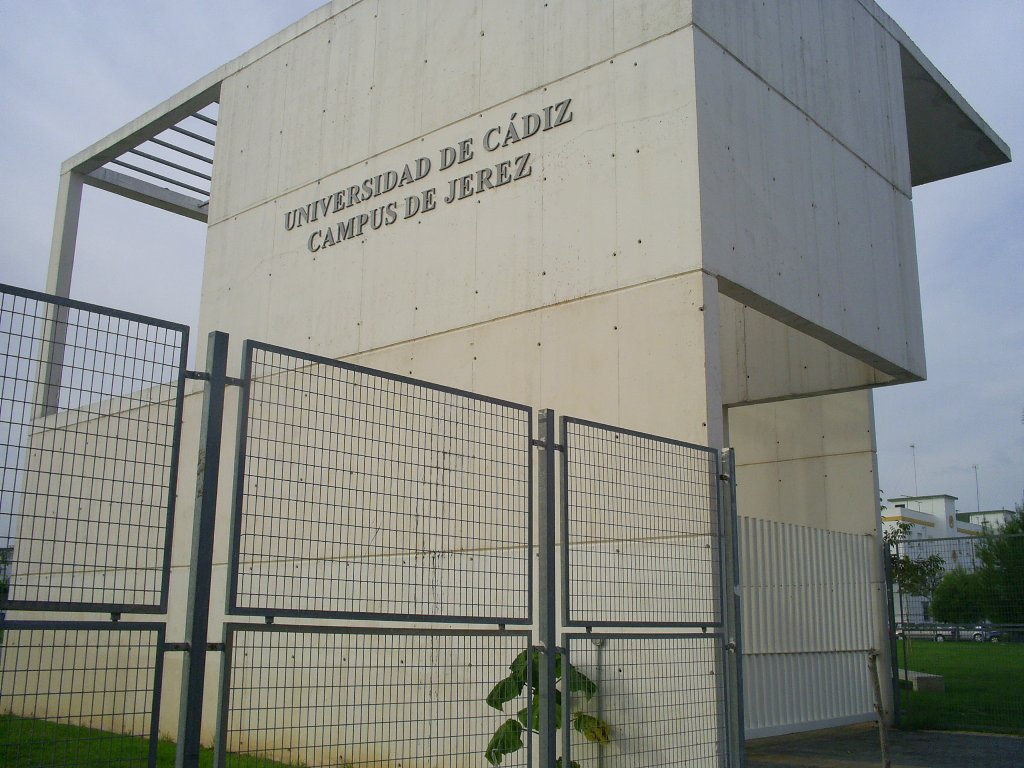
Puerta de acceso
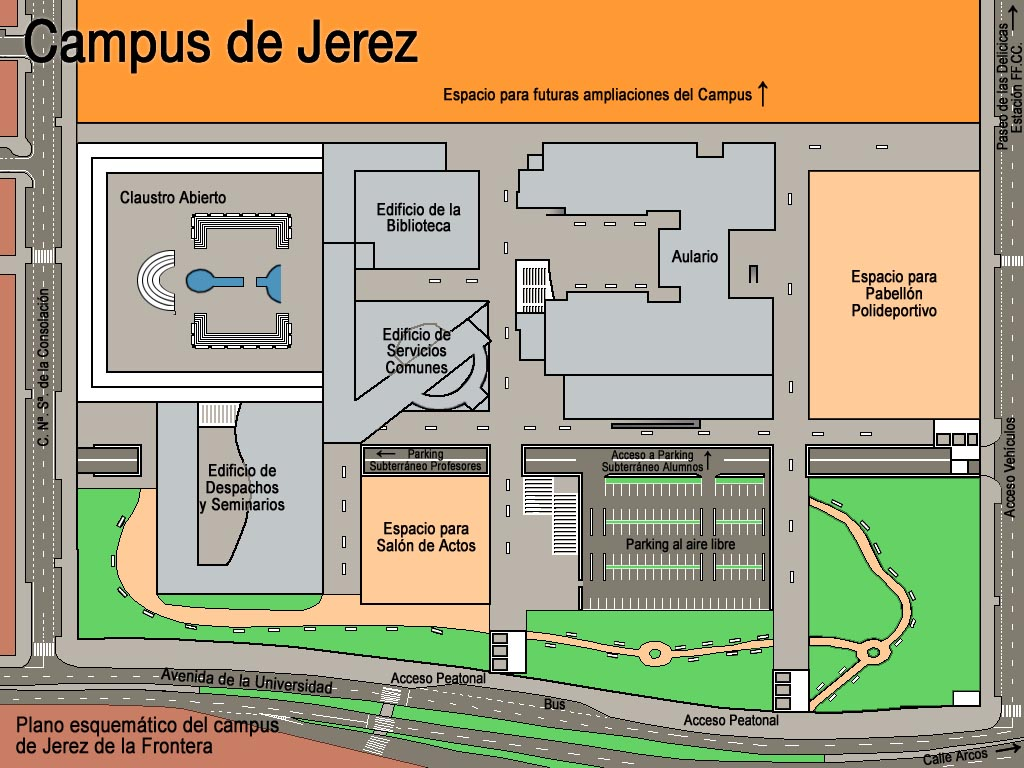
Plano esquemático del Campus de Jerez
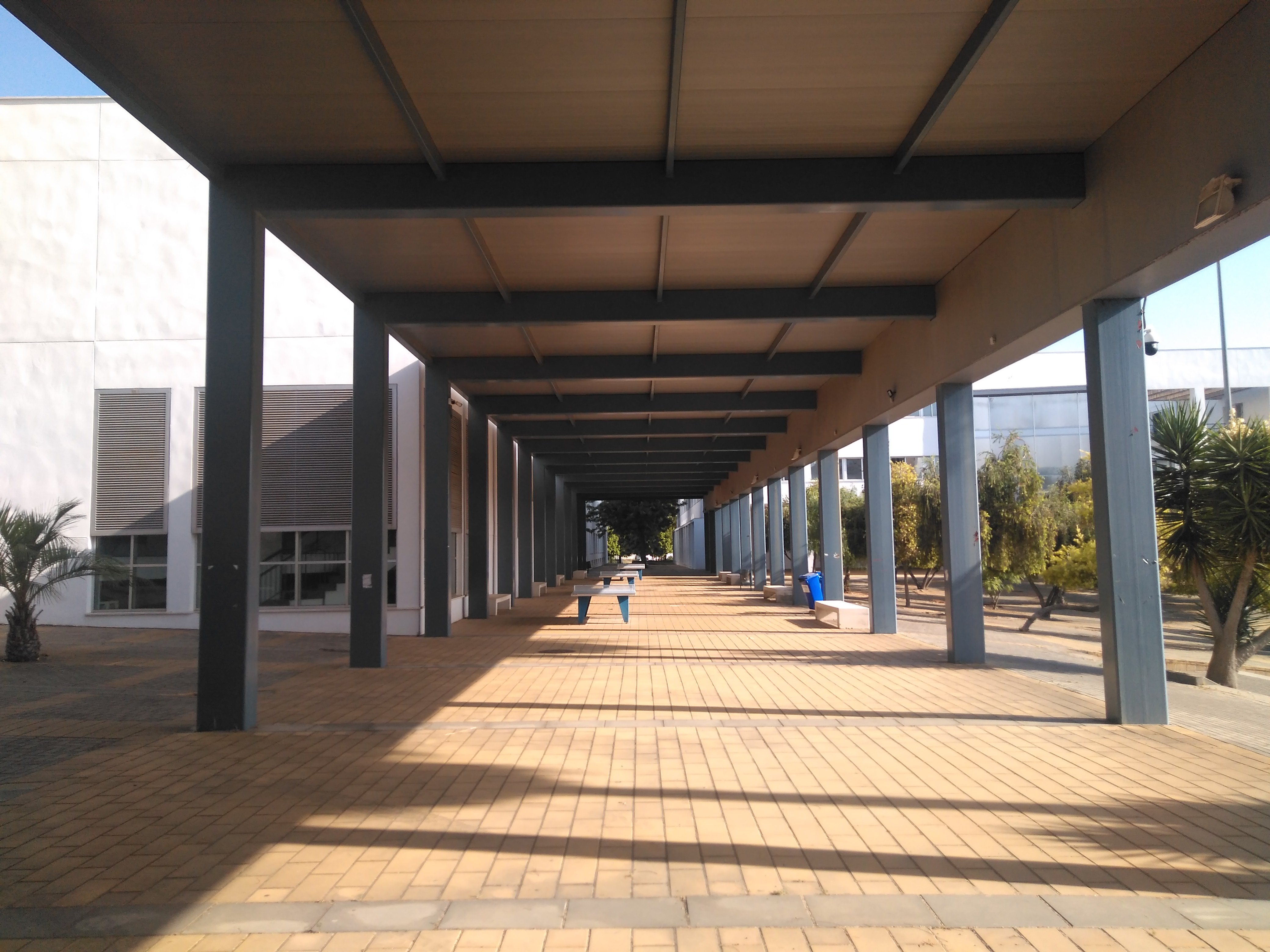
Zona de descanso
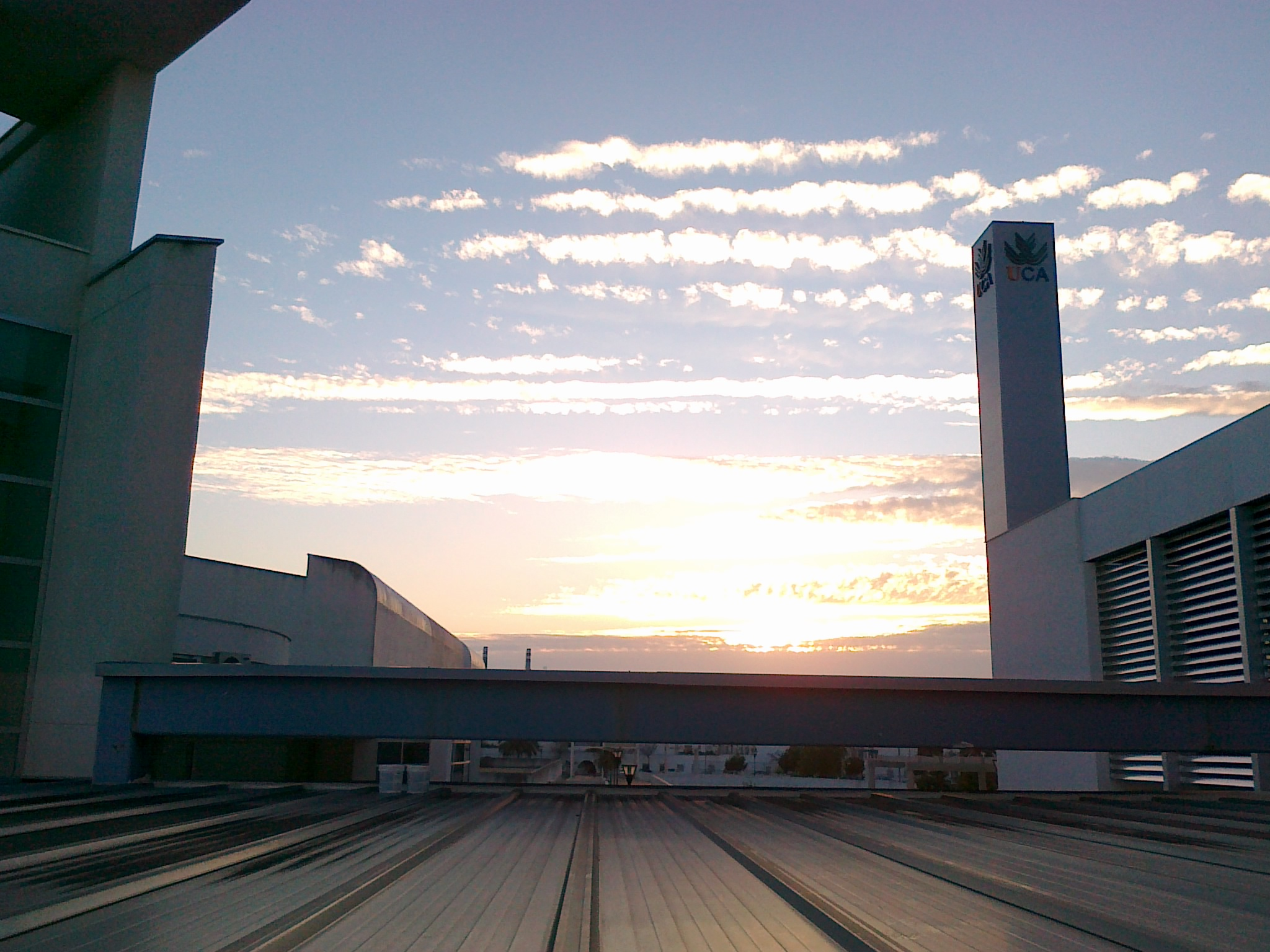
Atardecer

## Titulaciones

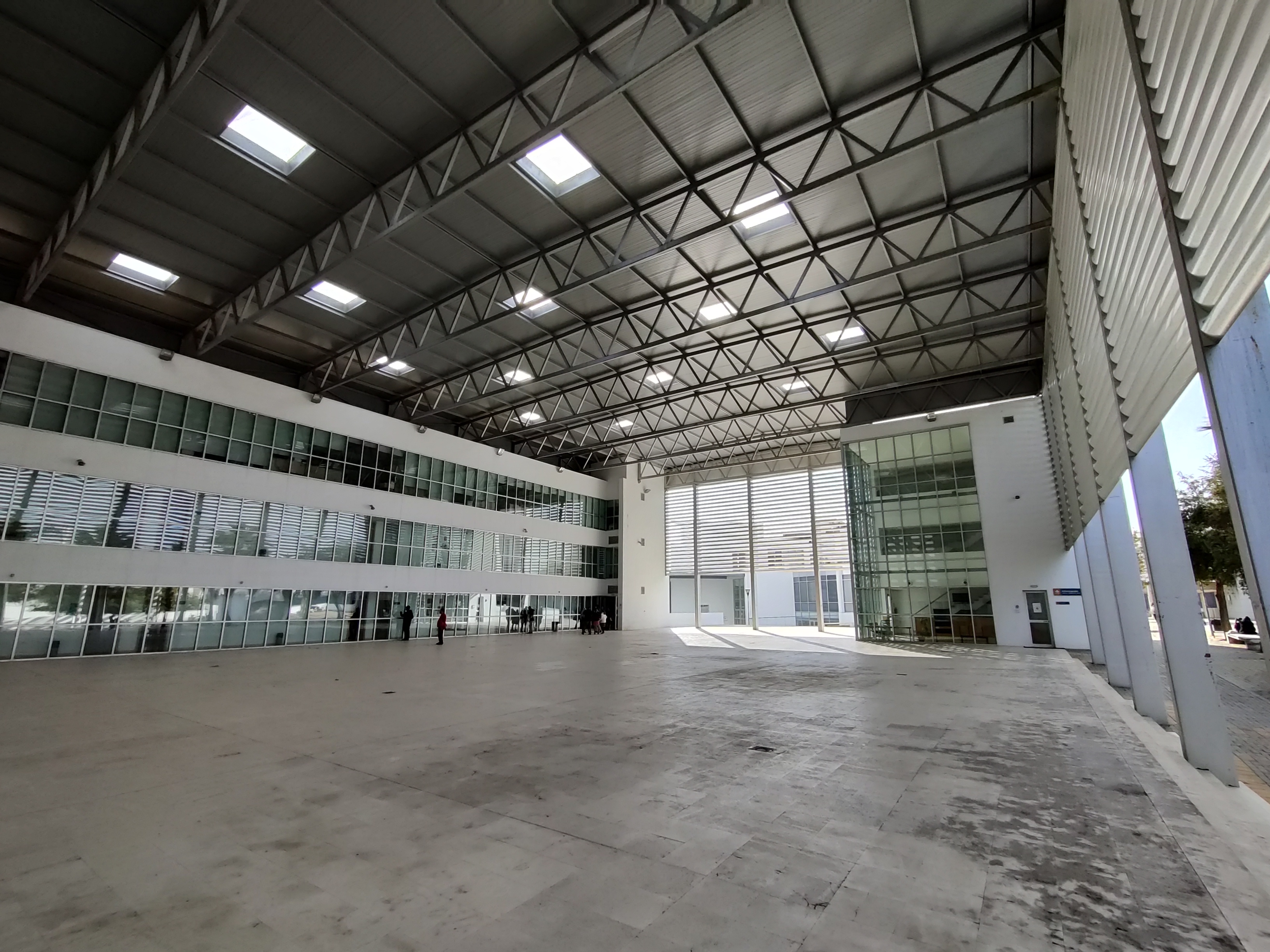
Edificio multiusos

En el Campus de Jerez se pueden cursar las siguientes titulaciones:
- Grado en Derecho
- Grado en Criminología y Seguridad
- Grado en Administración y Dirección de Empresa
- Grado en Enfermería
- Grado en Marketing e Investigación de Mercados
- Grado en Turismo
- Grado en Publicidad y Relaciones Públicas
- Grado en Gestión y Administración Pública
- Grado en Trabajo Social
- Doble Grado en Publicidad y Relaciones Públicas junto con Marketing e investigación de mercados
- Doble Grado en Publicidad y Relaciones Públicas y en Turismo
- Doble Grado en Marketing e Investigación de Mercados y en Turismo
- Doble Grado en Administración y Dirección de Empresas y Derecho
- Doble Grado en Derecho y Criminología y Seguridad
- Máster en Abogacía[10]
- Máster en Dirección Estratégica e Innovación en Comunicación
- Máster en Marketing Digital y Social
- Máster en Dirección Turística
- Máster en Gestión y Administración Pública
- Máster en Protección Jurídico-Social de Personas y Colectivos Vulnerables
- Máster en Relaciones Internacionales y Migraciones
- Máster en Violencia Criminal
- Máster en Investigación y Análisis del Flamenco

## Otros recursos
Además de los edificios puramente orientadas la actividad académica existen otros recursos:

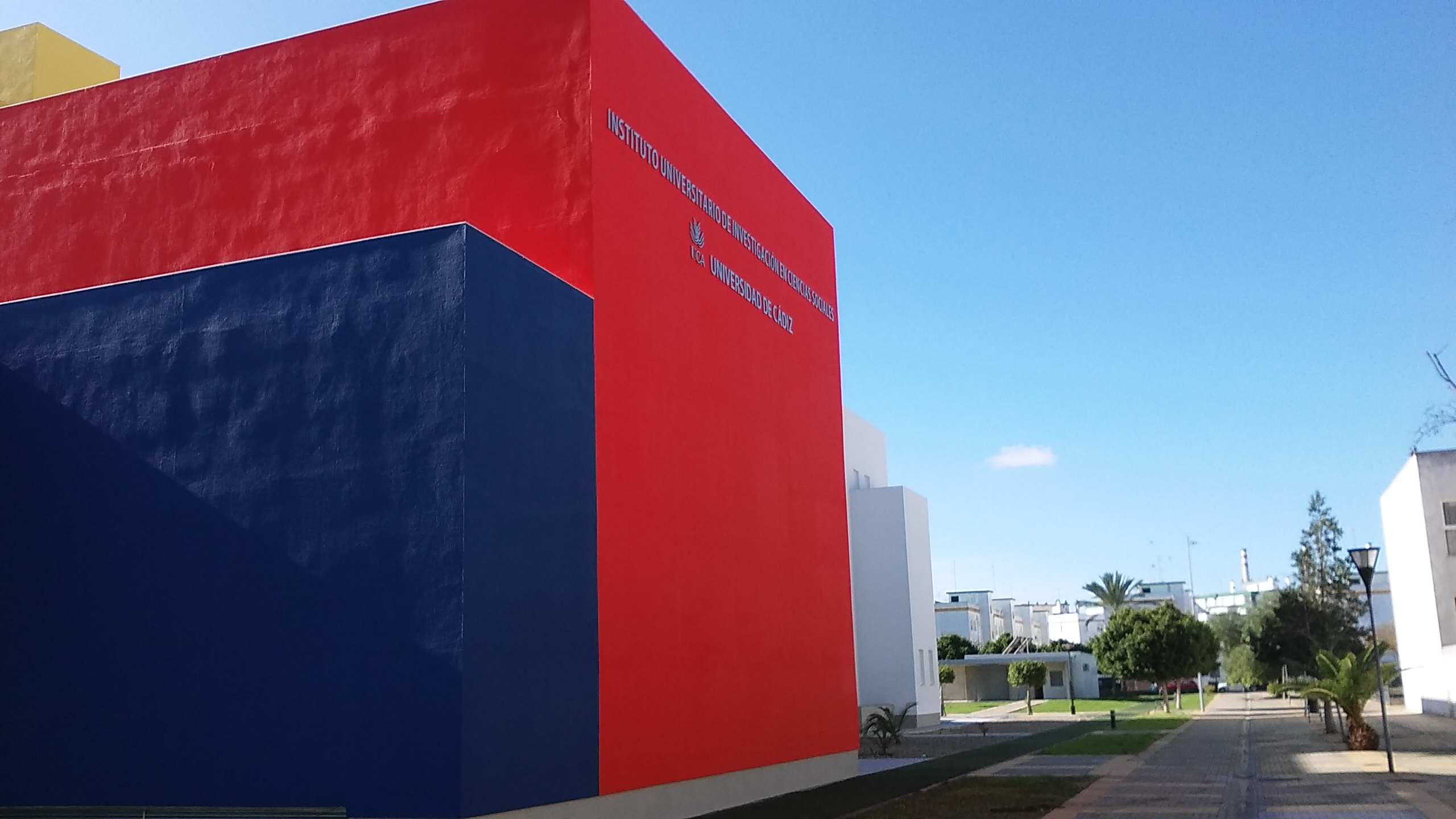
Fachada principal de la sede del Instituto para el Desarrollo Social Sostenible (INDESS)

- En el Campus se encuentra la sede de la sección de Cádiz del Instituto Andaluz Interuniversitario de Criminología,[11] que colaboran con el Centro Nacional de Inteligencia (CNI).[12]
- Instituto Universitario de Investigación en Desarrollo Social Sostenible (INDESS).
- Recientemente ha sido construido un edificio multiusos adaptado a la normativa de Bolonia[13] pensado para formación no reglada.[14]
- Cátedra Extenda de Internacionalización.[15]
- Se realizan diversas actividades de difusión al Jerez complementarias al máster de tecnología agroalimentarias.[16]
- El centro cuenta con instalaciones deportivas para prácticas pádel, footing y jogging,[17] y hay piscina cubierta ya terminada que espera su apertura[18]
- Bolsa de aparcamiento para todo el barrio.[19]
- Tuna de empresariales, que organiza eventos culturales[20]

## Próximas infraestructuras
El rector ha afirmado que se creará un Campus de excelencia con un Instituto de Ciencias Sociales, de Jurídicas y de la Comunicación.
El Hospital de Jerez está ultimando su preparación como Hospital Universitario.
A principios de 2017 se empezó a trabajar con el Obispado de Asidonia-Jerez en el "Aula Universitaria de Fe y Caridad" y una Cáritas Universitaria similares a las desarrolladas en la Universidad de Sevilla